# Zale lineosa
Zale lineosa är en fjärilsart som beskrevs av Walker 1857. Zale lineosa ingår i släktet Zale och familjen nattflyn. Inga underarter finns listade i Catalogue of Life.